# Bracken (Saskatchewan)
Bracken ist ein Dorf (Village) in der Gemeinde Lone Tree No. 18. Es liegt im äußersten Südwesten
der Census Division No. 4.
Benannt ist der Ort nach John Bracken, der ehemalige Premierminister der Provinz Manitoba und Vorsitzender der Progressiv-konservativen Partei Kanadas. Bracken befindet sich ca. 131 km südlich von Swift Current am Highway 18. Die Grenze zu den Vereinigten Staaten liegt rund 20 km südlich.
Bracken hat eine Fläche von 0,60 km² und liegt auf einer Höhe von 887 m (2,910 feet) über dem Meeresspiegel.

## Nachbarorte
| Dollard, Eastend, Cypress Hills Interprovincial Park | Admiral, Cadillac                                  | Ponteix, Aneroid                           |
| Climax, Frontier, Claydon                            | Kompassrose, die auf Nachbargemeinden zeigt        | Orkney, Val Marie, Grasslands-Nationalpark |
|                                                      | Grenze zwischen Kanada und den Vereinigten Staaten | Monchy                                     |

## Sehenswürdigkeiten
- Der Grasslands-Nationalpark, welcher seit 1981 besteht, befindet sich in unmittelbarer Nähe zur Grenze des Bundesstaats Montana.
- Der südwestliche zwischen Saskatchewan und Alberta liegende Cypress Hills Interprovincial Park ist Kanadas erster und zugleich einziger   interprovinzieller Nationalpark.[2]

## Demografie
Bracken besaß laut der Volkszählung aus dem Jahr 2001 eine Bevölkerungsanzahl von 35. Bis zum Jahr 2006 sank diese Zahl um 28,6 % auf 25. Die Zahl der privaten Haushalte betrug 15.
Nach einer erneuten Zählung von 2011 stieg die Population gegenüber 2006 um 20 % auf 30. Aktuell leben rund 20 Menschen in der Ortschaft, die Bevölkerungsanzahl sank somit um 33,3 % auf 20. Die Zahl der privaten Haushalte sank von 15 auf 13.